# Vegetația Deltei Dunării
Delta Dunării (3446 km²), aflată în mare parte în Dobrogea, România și parțial în Ucraina[1], este a doua ca mărime și cea mai bine conservată dintre deltele europene.
Delta Dunării a intrat în patrimoniul mondial al UNESCO în 1991, fiind clasificată ca rezervație a biosferei la nivel național în România și ca parc național în taxonomia internațională a IUCN.

## Aspecte geografice
Delta Dunării este cea mai tânară formație geomorfologică din România. Ea s-a format dintr-un golf marin ce s-a umplut treptat cu aluviunile transportate de către Dunăre și depuse pe un teren instabil din punct de vedere geologic, la care s-a adăugat acțiunea mării, a vântului și a vegetației.
Brațele Dunării, răsfirate în drumul lor spre mare, cuprind un labirint de lacuri mari și mici (ghioluri, japșe), legate între ele sau legate de brațele fluviului, prin gârle și canele. Rețeaua de ape este mărginită de porțiuni de uscat, numite grinduri.

## Flora acvatică
Vegetația Deltei Dunării are aspecte variate ocupând diferite medii: ape curgătoare, ape stătătoare, (lacurile, mlaștinile), terenurile inundabile, grindurile, dunele, plajele. Se apreciază că flora Deltei Dunării cuprinde în jur de 1150 specii de plante. Prin unele locuri vegetația este atât de bogată, încât apele apar ca niște ochiuri de oglinzi ce strălucesc din vasta întindere de stuf sau printre zăvoaiele răzlețe de salcie. În alte locuri, pe grinduri, se găsesc păduri, pășuni, fânețe chiar și terenuri agricole. Caracteristica principală a vegetației naturale este dominația plantelor acvatice.
În apele Deltei crește o bogată floră submersă (plancton - format din plante microscopice ce plutesc în apă și alge), plutitoare și amfibie, pe care o întâlnim de regulă în apele bălților. De-a lungul unor gârle și canale străjuiesc coloane de sălcii. O fitocenoză specifică Deltei este stufărișul, ce acoperă suprafețe întinse până la linia orizontului, oprindu-se ca un perete verde în jurul ghiolurilor, al japșelor, pe marginile gârlelor și canalelor. În apele cu adâncime mică, rizomul stufului se găsește în nămolul de pe fund. În apele mai adânci masivele de stuf formează plaurul, o pătură plutitoare  de stuf, ce se formează din împletirea rizomilor, a rădăcinilor, legate între ele cu humus și aluviuni aduse  de Dunăre și depuse aici.
Într-o formație de plaur putem întîlni nu mai puțin de 20 de plante, strîns unite între ele și așezate, într-o anumită ordine, la marginea apei: săgeata apei (Sagittaria sagittifolia), feriga de apă (Nephrodium thelypteris), măcrișul de apă (Rumex hydrolapathum), papura (Typha angusttfolia), pipirigul (Scirpus schoenplectus) și buzduganul (Sparganium ramosum); în interiorul plaurului: rogozul (Carex pseudocyperus), jaleșul (Stachys palustris), joianul (Oenanthe aquatica), cucuta de apă (Cicuta virosa), drăgaica (Galiun palustre), năsturelul-de-baltă (Roripa amphibia), năsturelul obișnuit (Roripa austriaca), ochii păsăruici (Myosotis palustris), răchitanul (Lythrum salicaria) troscotul (Polygonum pernicaria), boglarii (Ranunculus sceleratus), gălbășoara (Lysimachia vulgaris), sulfina (Melilotus officinalis) și zăloaga (Salix cinerea).
Uneori se desprind porțiuni din plaur sub forma unor insule plutitoare mișcate de vânt. Pe plaur, stuful este în asociație cu numeroase alte plant care se înfășoară pe tulpina sa: cupa vacii (Calystegia sepium) și lăsniciorul (Solanum dulcamara). 
Grindurile inundabile sunt favorabile zăvoaielor, formate din  sălcii, răchite și plopi.
Japșele sunt bălți puțin adânci, mai mici ca suprafață, cu durată limitată, cu formă și poziție schimbătoare după fiecare inundație. Izolate și liniștite, japșele sunt elemente pitorești, având multe plante cu flori și covoare de nuferi.

## Pădurea Letea
Între brațele Chilia și Sulina, se găsește pădurea Letea, monument al naturii, declarată rezervație naturală a biosferei, datorită caracterului deosebit al vegetației sale și nu numai. Situată în partea de nord-est a Deltei Dunării,pe grinul cu același nume,padurea Letea este supusă unui regim de ocrotire, pe considerentul existenței unor specii de plante rare, cum ar fi vița sălbatică (Clematis vitalba), liana (Periploca graeca), plante de origine mediteraneană, care dau pădurii un caracter tropical. Liana atinge aici limita cea mai nordică de răspîndire din Europa .
Este cea mai veche rezervație naturală a României, declarată din anul 1938.
Aici se pot identifica câteva mii de specii vegetale, multe fiind unicat în Europa sau chiar în lume. În marea lor majoritate, plantele exotice de aici au aparut datorită semințelor aduse din Africa de păsările migratoare.
O caracteristică principală a peisajului este dată de modul straniu în care sau dezvoltat arborii din această pădure. Trunchiurile lor sunt aplecate înspre apă, noduroase și contorsionate.
În depresiunile dintre dunele de nisip crește o vegetație lemnoasă formată în principal din stejari brumării, combinată cu anini, plopi albi și negri, ulmi, frasini și tei.
Desimea pădurii sporește datorită numeroaselor specii de arbuști ce cresc aici: corn, lemn câinesc, păducel, salbă moale, sânger, verigariu, călin, drăcilă. La originalitatea acestei păduri mai contribuie și abundența plantelor urcătoare care îi imprimă caracterul exuberant, ce ne trimite cu gândul la pădurile tropicale: vița sălbatică, curpenul de pădure, iedera, hameiul și mai ales liana (Periploca graeca) - plantă de origine mediteraneeană.
Prin frumusețea peisajului și varietatea vegetației, Delta Dunării se constituie într-o zonă de interes turistic deosebit.